# Juan Fernández (navigatore)
Juan Fernández (Cartagena, 1536 – Santiago del Cile, 1604) è stato un esploratore e navigatore spagnolo.

## Biografia

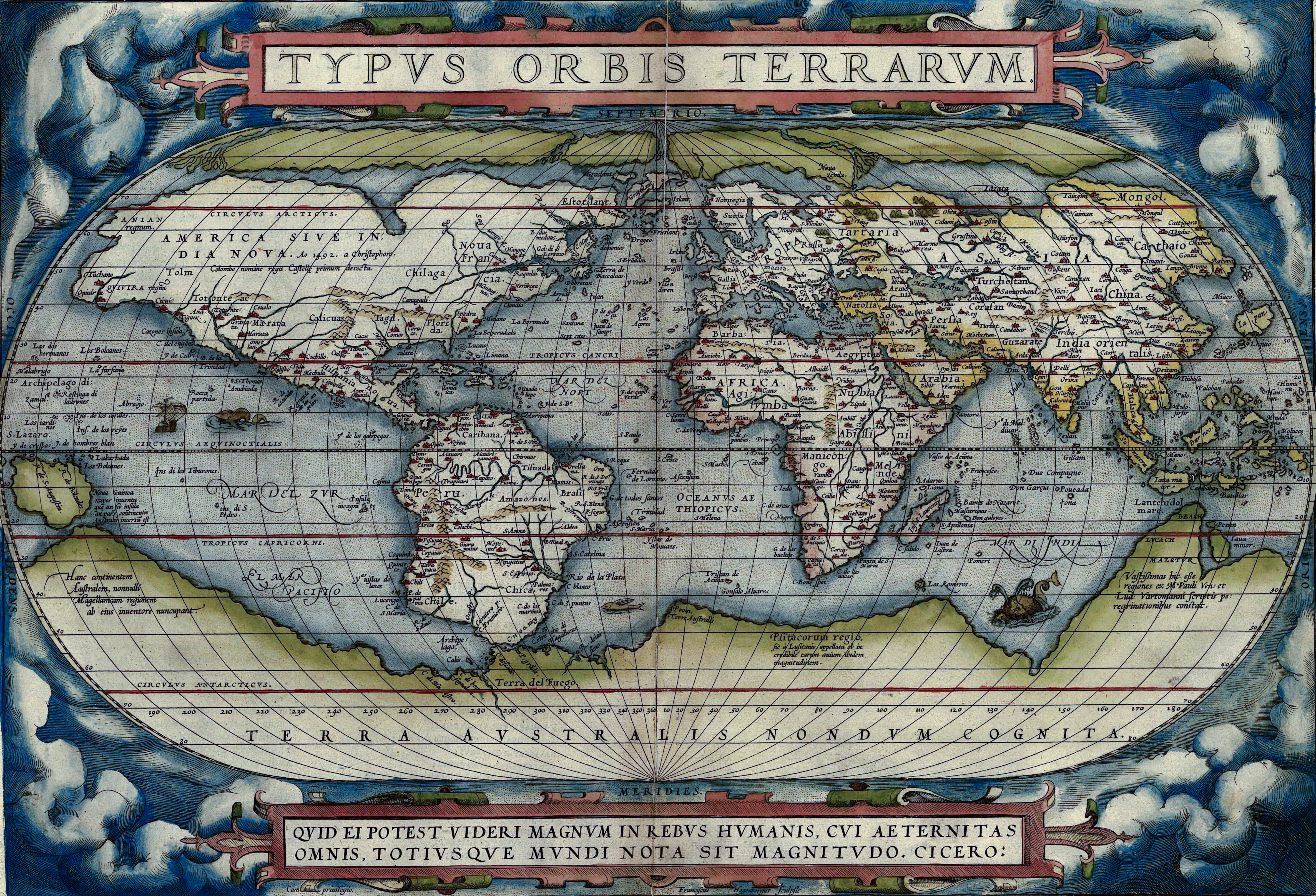
Mappa del mondo, 1570

Scoprì probabilmente tra il 1563 e il 1574 le Isole Juan Fernández, a ovest di Valparaíso, in Cile. Scoprì anche nell'Oceano Pacifico le isole San Félix e San Ambrosio nel 1574.
Alcuni storici, tra cui Alexander Dalrymple e James Burney, affermano che Fernàndez fu il primo europeo a raggiungere la Nuova Zelanda. Intorno al 1576, navigando a molta distanza dalla costa ovest dell'America Meridionale, si imbatté in una forte tempesta e avvistò la parte settentrionale dell'Isola Meridionale della Nuova Zelanda.
Procedendo verso Nord in cerca di un luogo adatto dove ancorare, raggiunse l'Isola Settentrionale ed entrò nel porto di Wellington, dove decise di ancorare. Probabilmente si fermò per un po' di tempo qui, stabilendo rapporti amichevoli con gli abitanti, i Maori, ed esplorando gran parte dell'isola, reclamandola per il Re di Spagna.
Tornò in Cile, aspirando di tornare in Nuova Zelanda per fondare una colonia, ma non fu appoggiato dal governo spagnolo.
Esiste una registrazione nelle biblioteche dell'Ammiragliato Spagnolo, che fu studiato da un biografo cileno, José Toribio Medina, in cerca di conferme della visita spagnola in Nuova Zelanda.
In aggiunta alle registrazioni storiche spagnole, le prove della spedizione del Juan Fernàndez esistono anche sotto forma di reliquie di origine spagnole ritrovate in Nuova Zelanda. Un elmetto e una palla di cannone sono stati entrambi trovati nel porto di Wellington, dove si suppone abbia ancorato Fernàndez.
Inoltre un relitto di un galeone spagnolo fu avvistato da un aeroplano vicino alla costa di Waikato e pezzi di legno non originario della Nuova Zelanda, usato all'epoca, nel 1500, per la costruzione dei vascelli spagnoli, sono stati rinvenuti nel porto di Kaipara. Inoltre sulla costa vicino a Dargaville, sono stati rinvenuti resti di altri manufatti di non dubbia origine spagnola.